# Малина гавайская
Гавайская малина (лат. Rubus hawaiensis, гав. ʻĀkala) — вид растения рода Рубус семейства Розовые, эндемик Гавайских островов.

## Описание
Гавайская малина растёт на островах Кауаи, Молокаи, Мауи, Оаху и Гавайи. Это листопадный кустарник высотой 1.5-3 метра, стебли и листья без колючек (имеются редкие мягкие шипы). Листья сложные, состоят из трех листочков. Плоды красного цвета, крупные — 4 сантиметра длиной и 2.5 сантиметра шириной, съедобные, но кислые и горьковатые.

### Условия обитания
Предпочитает влажные леса на высотах 600-3000 метров. Встречается не часто, но в некоторых заповедных местах (например, в Халеакала и Лаупахоехое) может быть доминирующим видом под пологом леса.

## Родственные виды

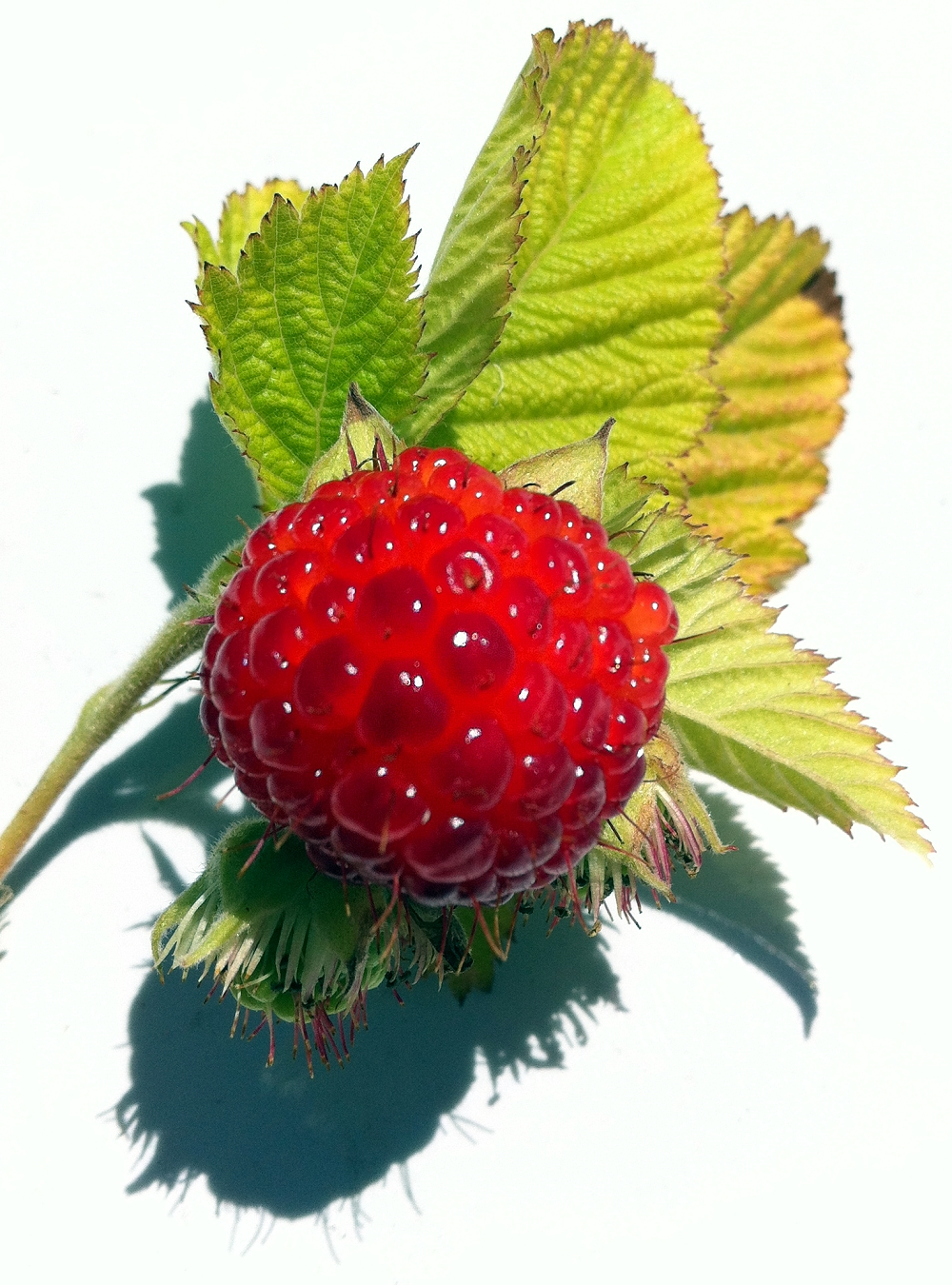

Внешне похож на другие Гавайские виды малин, Rubus macraei

## Охрана природы

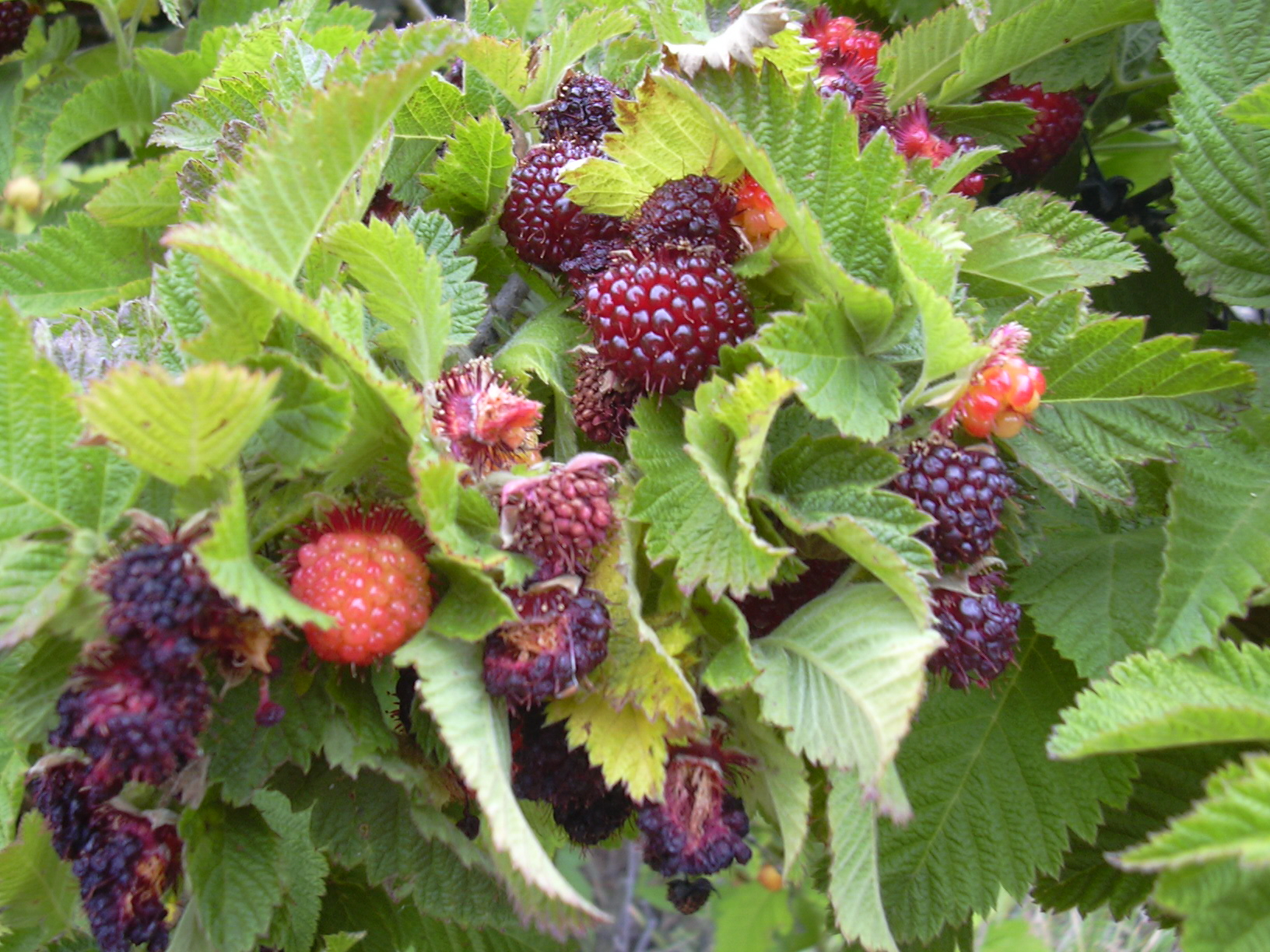
Rubus hawaiensis

У гавайской малины отсутствуют колючки, поэтому она уязвима для травоядных животных. Её часто приводят в качестве примера потери защиты у островных растений. Легко гибридизируются, что привело к появлению нескольких смешанных видов. Подвержена вредителям других видов малин.